# Heliconia longa
Heliconia longa ist eine Pflanzenart aus der Familie der Helikoniengewächse (Heliconiaceae). Sie ist von Mittelamerika bis ins nördliche Südamerika heimisch.

## Beschreibung
Heliconia longa ist eine immergrüne, mehrjährige, krautige Pflanze, vegetativ ähnlich einer Bananenpflanze und mit einer Wuchshöhe von 5 bis 7 Meter. Je Spross finden sich vier bis sieben grüne, unterseits weiß wächsern bestäubte Blätter, das jeweils längste ist dabei bis zu 300 Zentimeter lang und 55 Zentimeter breit.
Die bis zu 160 Zentimeter langen Blütenstände hängen herab, je Blütenstand finden sich zwölf bis vierzig meist zweizeilig bis annähernd zweizeilig, gelegentlich aber auch spiralförmig angeordnete Tragblätter.
Jeder Wickel besteht aus 10 bis 20 Blüten, die Blütenhülle ist am Ansatz weiß bis gelb, zum äußersten Ende hin stark gelb und vollständig kahl bis schwach flaumig behaart am äußersten Ende.

## Verbreitung
Heliconia longa ist heimisch von Nicaragua bis Ecuador.

## Systematik und Botanische Geschichte
Die Art wurde 1904 von Robert Fiske Griggs als Bihai longa erstbeschrieben und 1930 von Hubert J.P. Winkler zu den Helikonien gestellt.

## Nachweise
- Anton Weber, Werner Huber, Anton Weissenhofer, Nelson Zamora, Georg Zimmermann: An Introductory Field Guide To The Flowering Plants Of The Golfo Dulce Rain Forests Costa Rica. In: Stapfia. Band 78, Linz 2001, S. 140, ISSN 0252-192X / ISBN 3854740727, zobodat.at [PDF]